# Art abbasside
L'art abbasside  est une définition en histoire de l'art qualifiant la production artistique ayant eu lieu dans les actuels Iran et Irak avec une extension jusqu'au bord de la Méditerranée de la Syrie à la Tunisie en passant par l'Égypte et la péninsule Arabique, sous la dynastie abbasside des califes. Cette période artistique se termine à l'arrivée des Seldjoukides à Bagdad, en 1055. Après cette date, bien que la dynastie abbasside continue et passe des commandes artistiques, les historiens d'art estiment que le style est différent, et cet art est étiqueté comme art seldjoukide.

## Architecture et urbanisme

### Urbanisme
Sous les Abbassides, deux villes sont mises en avant : Bagdad et Samarra, en Mésopotamie (actuel Irak). Bagdad est bâtie quasiment ex nihilo. Actuellement, on ne connaît cette cité que par les textes, puisqu'elle se trouve sous la ville moderne, et qu'il est donc hors de question d'y pratiquer des fouilles. On sait cependant qu'il s'agissait d'une ville ronde, où seuls logeaient le calife, ses proches, ainsi qu'une garnison ; les gens du commun vivant à l'extérieur. Au centre, se trouvaient le palais califal, la mosquée al-Mansour et des logements pour les soldats, alors que l'enceinte bénéficiait d'une fortification hors du commun. Samarra prit le relais de Bagdad au moment où les califes voulurent se rapprocher de la population. C'est un site immense, aujourd'hui en ruines, où les palais de brique sont nombreux.

### Architecture
,
La ville de Samarra comportait deux mosquées : la mosquée Abu Dulaf et la Grande Mosquée de Samarra. Ces deux édifices sont actuellement très endommagés, mais ils présentent une caractéristique commune intéressante : leur minaret est hélicoïdal. On ne retrouve ce trait qu'une seule fois, en Égypte, dans un monument de la même période : la mosquée Ibn Touloun. Cette mosquée également de plan arabe, mais qui comprend en outre une ziyada, c'est-à-dire une double enceinte, est cependant beaucoup moins imposante en taille que les mosquées de Samarra.
Un autre monument important est la grande mosquée de Kairouan, en Tunisie. Toujours de plan arabe, elle possède le plus ancien minbar (chaire) conservé, et son mihrab (niche à prières) est particulièrement beau, décoré de carreaux de lustre métallique.
Le décor architectural sous les Abbassides consiste principalement en du stuc taillé. Les archéologues distinguent trois styles qu'ils nomment A, B et C. On remarque que ces styles ont une influence importante dans les autres arts, notamment dans celui du bois. Le bois est très employé, en Égypte notamment, et les décors architecturaux fabriqués dans cette matière reprennent donc les motifs des stucs de Samarra.

## Objets

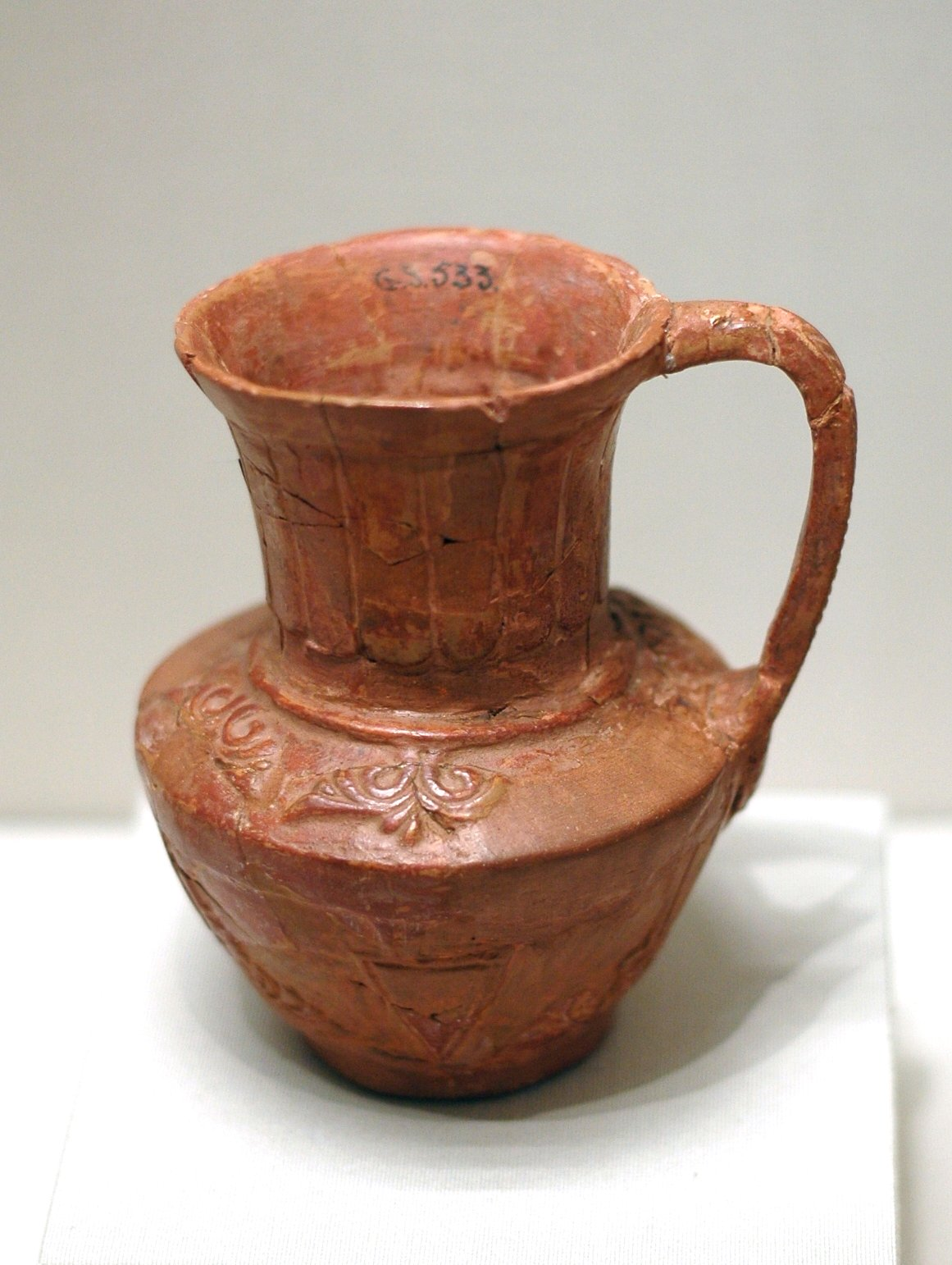
Pichet en faïence, VIIIe – IXe siècles, Louvre
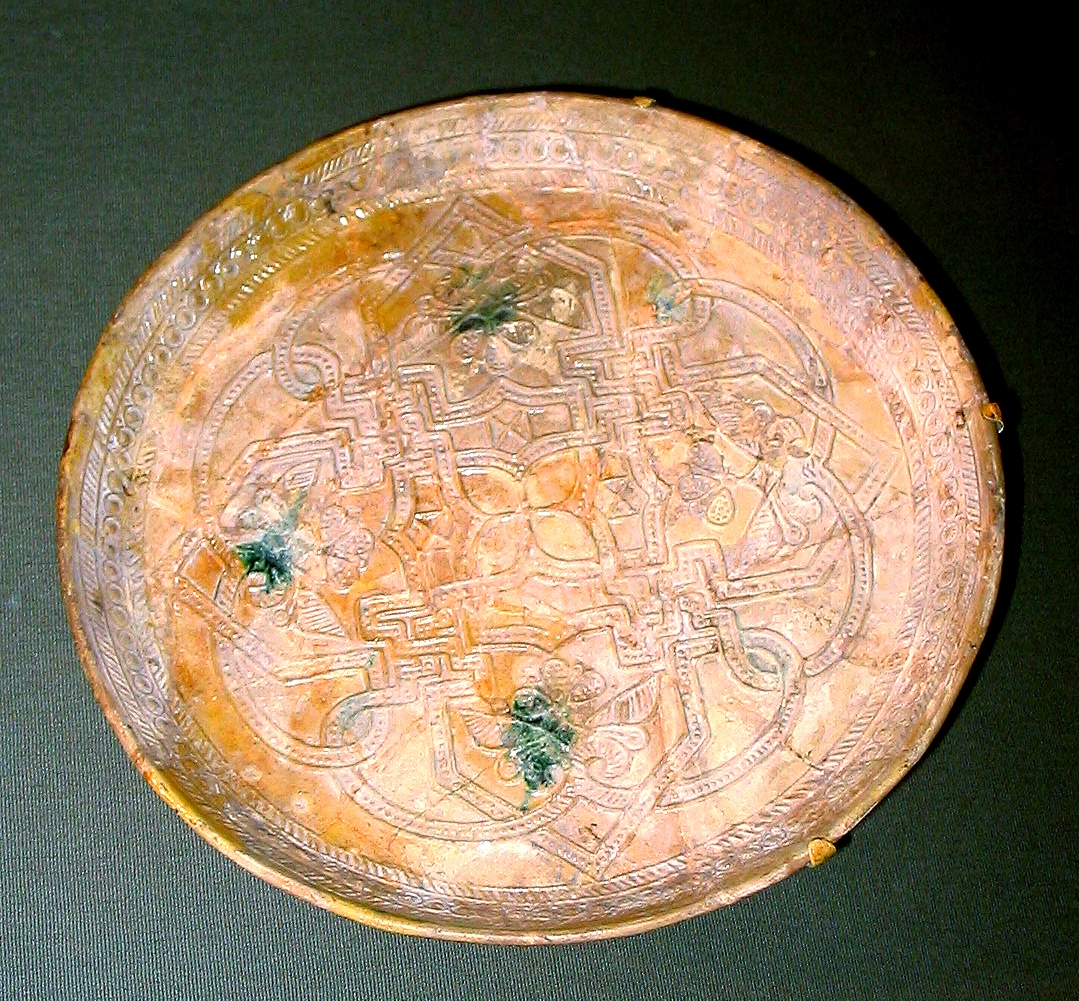
Faience abbaside, Irak, IXe siècle
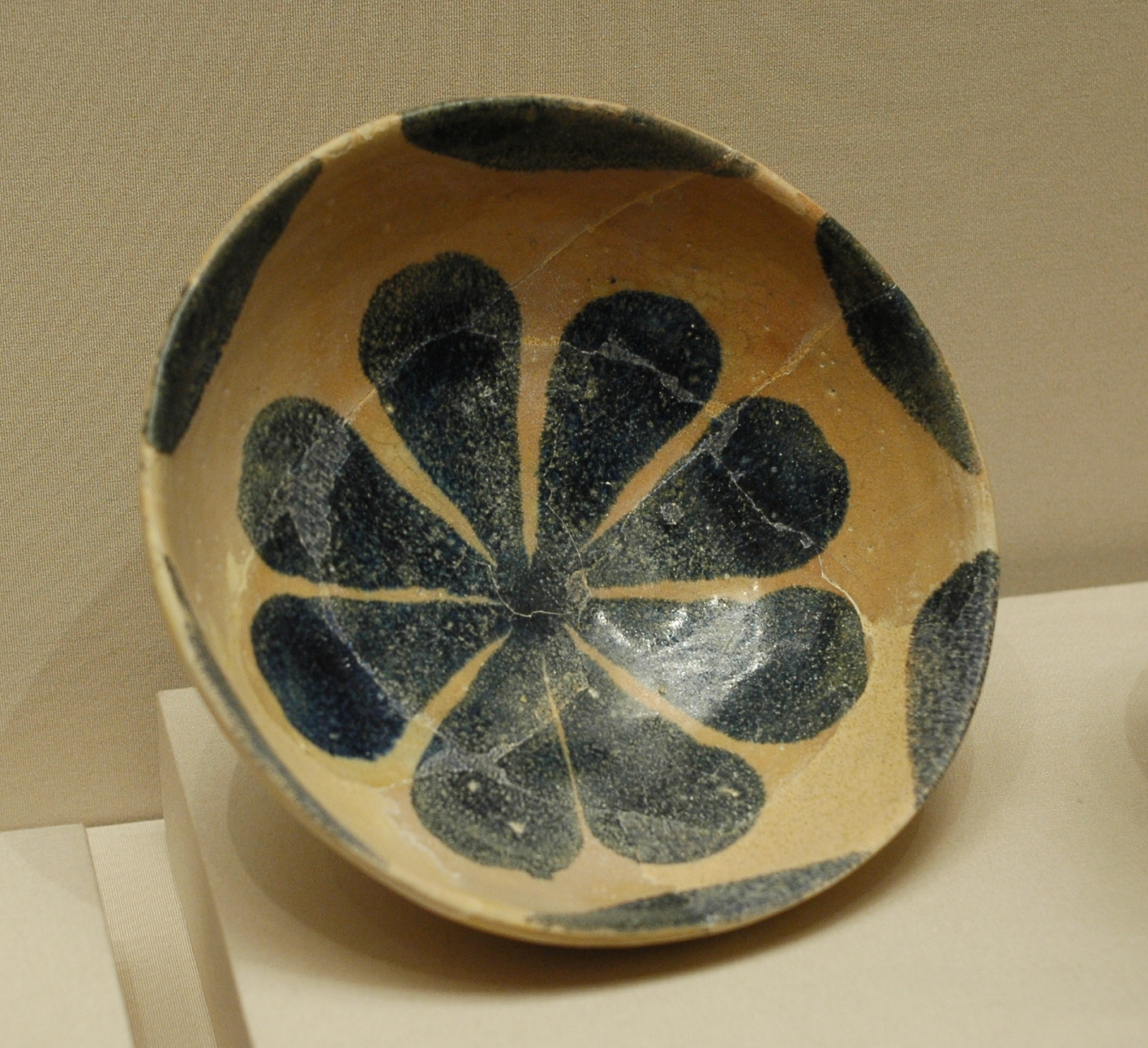
Coupe, faïence bleue et blanche, VIIIe – IXe siècles, Suse (Iran), Louvre
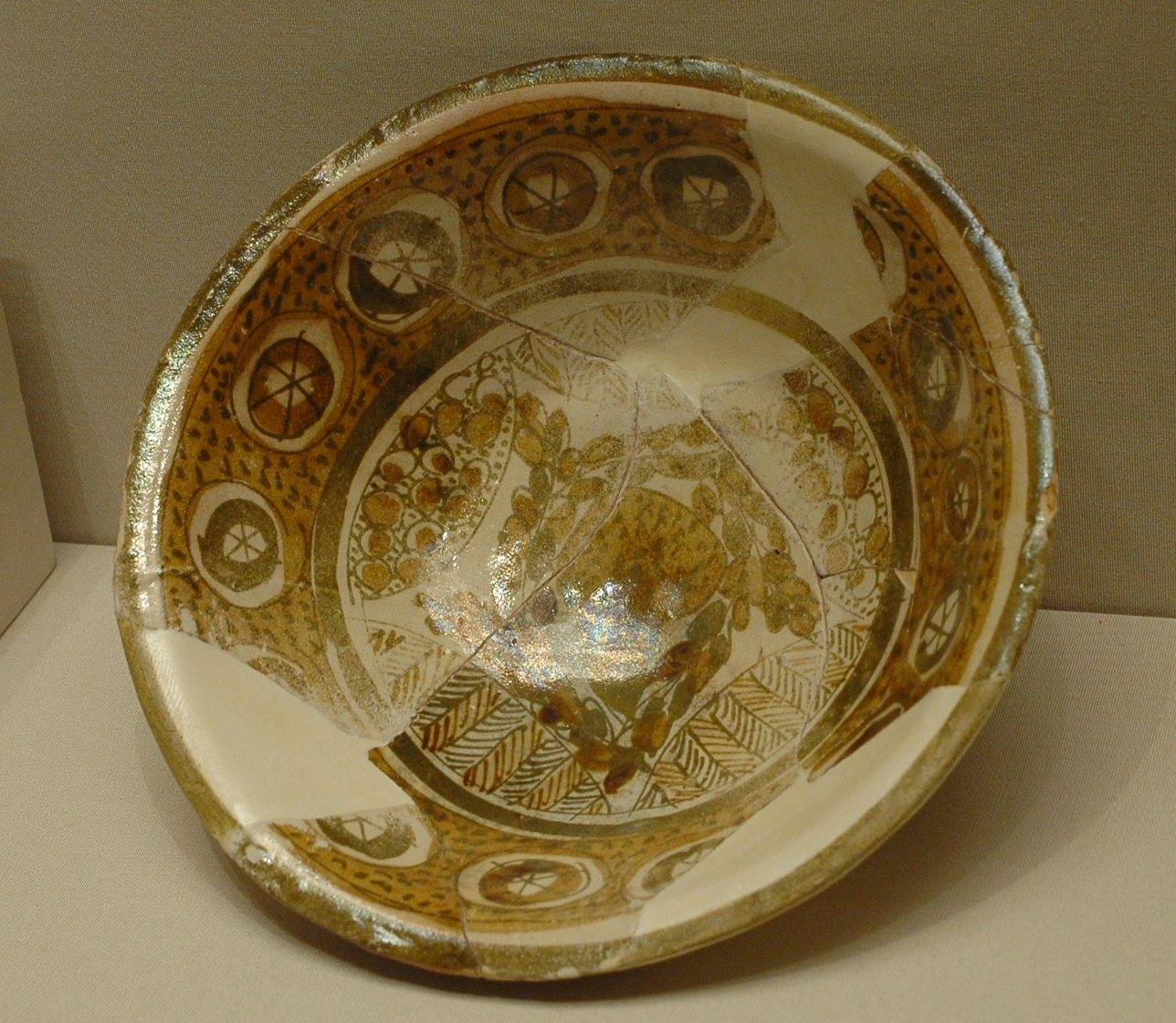
Coupe, lustre métallique polychrome sur pâte siliceuse, IXe siècle, Suse (Iran), Louvre

Sous les Abbassides, l'art de la céramique connut deux innovations majeures : l'invention de la faïence et celle du lustre métallique. Dans les pays d'Islam, le mot faïence ne désigne pas la même technique qu'en occident : il s'agit en fait d'une céramique faite de pâte argileuse recouverte de glaçure, avec un décor peint sur la glaçure. Quant au lustre métallique, il s'agit d'une technique assez caractéristique de l'Orient : le potier ayant apposé des ions métalliques sur sa poterie, il réussit à les transformer, par un jeu subtil sur le type et la température de la cuisson, en métal. Celui-ci est incrusté dans la pièce, et forme des motifs remarquables par leur brillance. Le lustre peut prendre plusieurs couleurs, depuis le chocolat jusqu'au rouge, en passant par le doré. Au début, il était même polychrome. Le verre peut également être lustré, ce que l'on observe alors fréquemment à cette époque en Mésopotamie, mais surtout en Égypte.